# Beatrice Crass
Beatrice Crass (24 de febrero de 2004) es una deportista británica que compite en natación sincronizada. Ganó dos medallas de bronce en los Juegos Europeos de Cracovia 2023 y dos medallas de bronce en el Campeonato Europeo de Natación de 2024.

## Palmarés internacional
| Juegos Europeos    | Juegos Europeos    | Juegos Europeos   | Juegos Europeos   |
| Año                | Lugar              | Medalla           | Prueba            |
| ------------------ | ------------------ | ----------------- | ----------------- |
| 2023               | Oświęcim (Polonia) | Medalla de bronce | Dúo técnico mixto |
| 2023               | Oświęcim (Polonia) | Medalla de bronce | Dúo libre mixto   |
| Campeonato Europeo |                    |                   |                   |
| Año                | Lugar              | Medalla           | Prueba            |
| 2024               | Belgrado (Serbia)  | Medalla de bronce | Dúo técnico mixto |
| 2024               | Belgrado (Serbia)  | Medalla de bronce | Dúo libre mixto   |